# GGEW

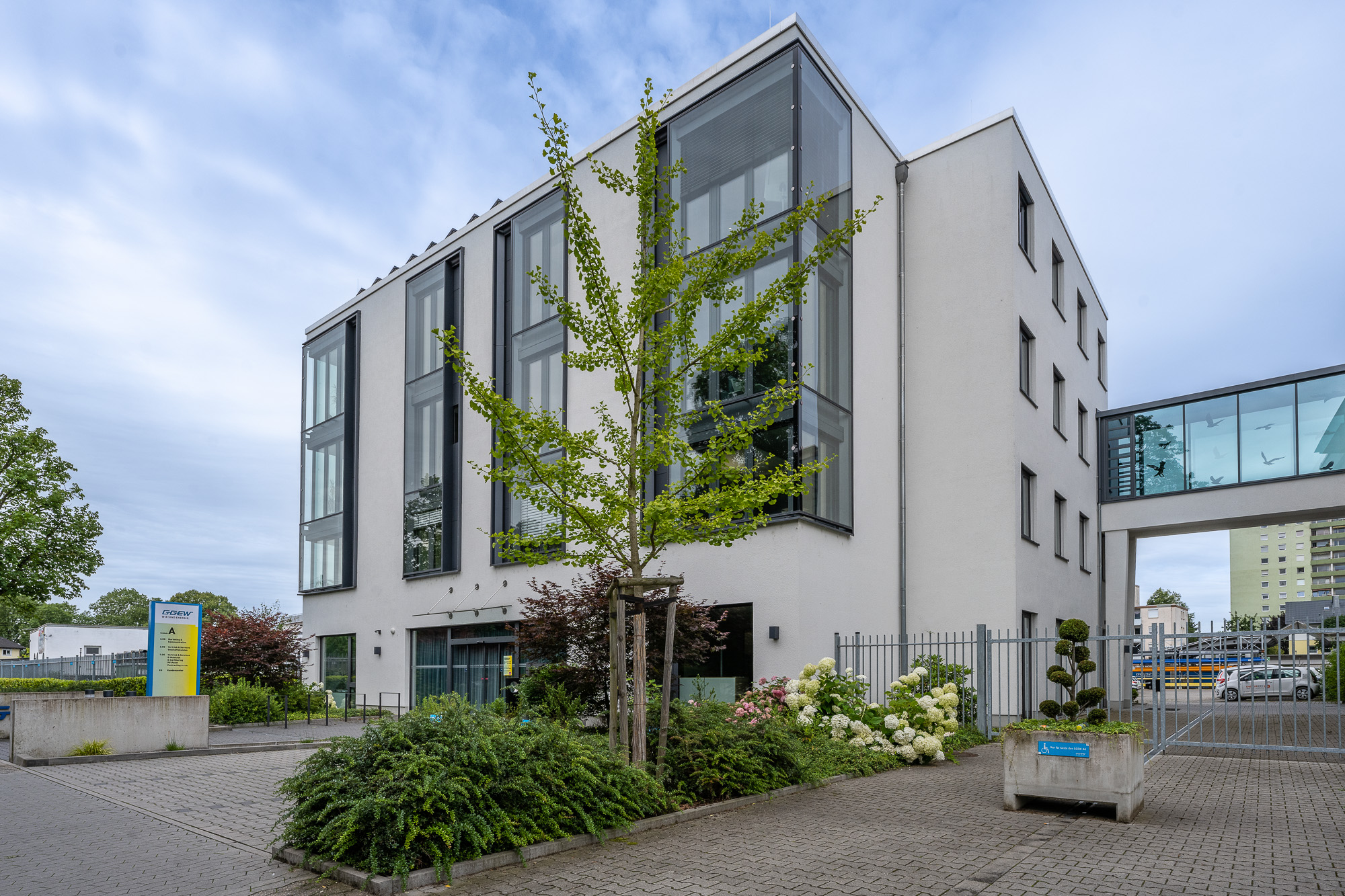
Firmensitz mit Kundencenter in der Dammstraße 68 in Bensheim.

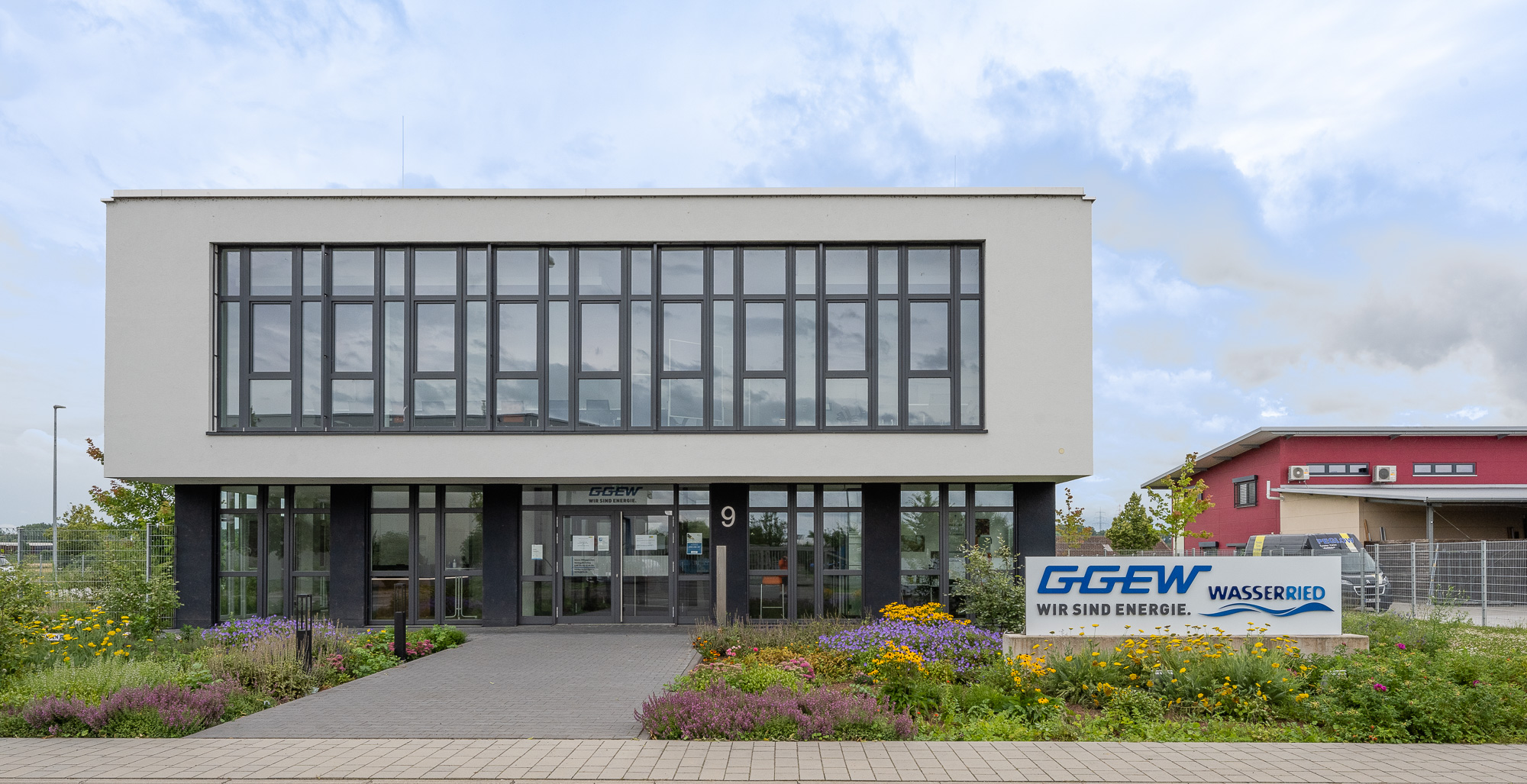
Das ehemalige Verwaltungsgebäude der Energieried GmbH & Co. KG am Wilhelm-Herz-Ring 9 in Lampertheim wird seit der Fusion als zweites Kundencenter und Arbeitsplatz für Mitarbeiter genutzt.

Die GGEW AG (Gruppen-Gas- und Elektrizitätswerk Bergstraße AG) wurde im Jahr 1886 gegründet und ist ein südhessischer Dienstleister für Energie, Telekommunikation, Mobilität und Infrastruktur. Eigentümer des Unternehmens sind die Städte und Gemeinden Bensheim, Zwingenberg, Alsbach-Hähnlein, Bickenbach, Seeheim-Jugenheim und Lampertheim.

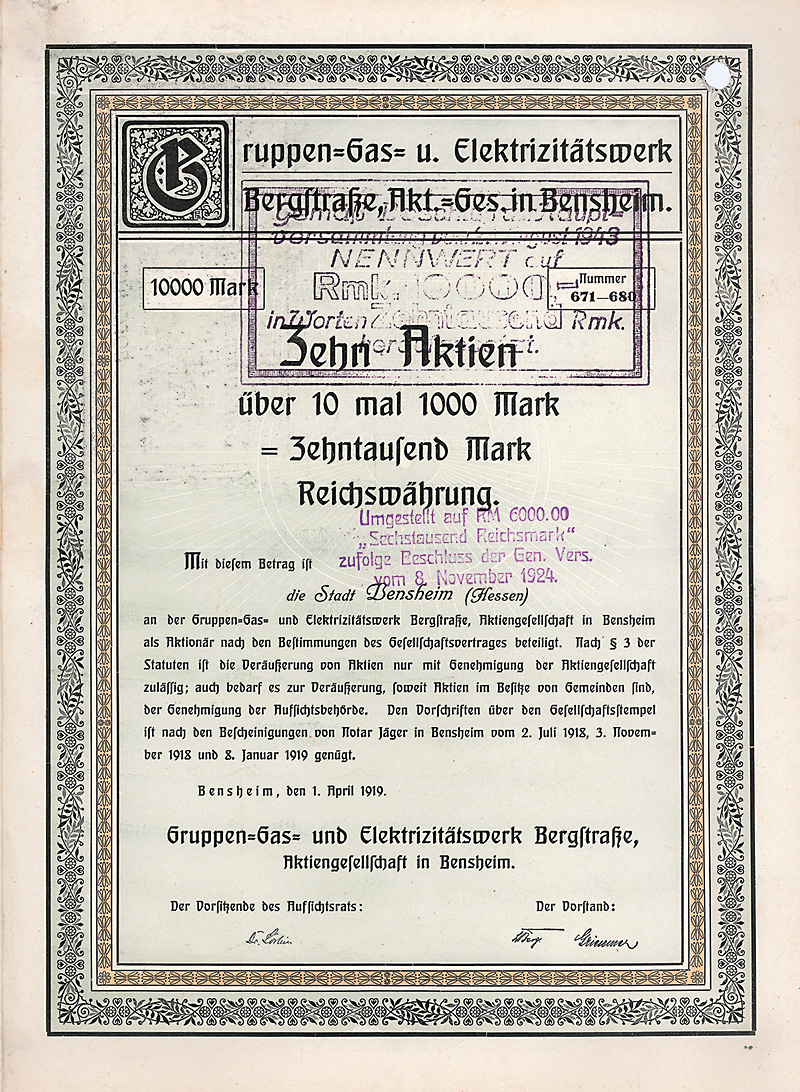
Sammelaktie 10 × 1000 Mark der Gruppen-Gas- und Elektrizitätswerk Bergstraße AG vom 1. April 1919

Die GGEW AG versorgt ihre Kunden mit Strom, Gas und Wasser. Der Glasfaserausbau, Internet sowie Telefonie und TV zählen ebenso zum Angebot des Unternehmens wie eine stetig wachsende Ladeinfrastruktur für die Elektromobilität in der Region. Quartiersmanagement und die Immobilienwirtschaft sind neue Geschäftsfelder. Darüber hinaus investiert die GGEW AG seit Jahren in Photovoltaik- und Windenergieanlagen. 
Der Energiedienstleister hat bundesweit rund 140.000 Kunden. In etlichen Gemeinden betreut und modernisiert die GGEW AG darüber hinaus die Straßenbeleuchtung. Seit 2003 gehören auch die Bäderbetriebe in Bensheim zur GGEW AG. Anfang 2018 kam die Betriebsführung des Lorscher Waldschwimmbads hinzu, seit dem Jahr 2024 auch das Waldschwimmbad in Bürstadt.

## Das Unternehmen

### Beteiligungen und Tochterunternehmen
Die GGEW AG besteht aus unterschiedlichen Beteiligungen und Tochterunternehmen. Seit dem Jahr 2020 ist das Telekommunikationsdienstleistungsunternehmen GGEW net GmbH ein hundertprozentiges Tochterunternehmen der GGEW. Weitere Beteiligungen und Tochterunternehmen sind die Wärmeversorgung Bergstraße GmbH im Bereich Wärmeversorgung, die GGEW VentuSol GmbH sowie WINDPOOL GmbH & Co. KG im Bereich erneuerbare Energien. Im Bereich erneuerbare Energien betreibt die GGEW AG bundesweit Windparks und Photovoltaik-Freiflächenanlagen.
Im Jahr 2022 wurde zudem das Tiefbauunternehmen Karl Sommer Tiefbau GmbH aus Biblis übernommen. Auch an dem Start-Up-Unternehmen Conergia GmbH & Co. KG mit Sitz in Alzenau ist die GGEW beteiligt.

### Stromversorgung
Die GGEW ist verantwortlich für die Stromversorgung in den Städten und Gemeinden Bickenbach, Alsbach-Hähnlein, Zwingenberg, Bensheim, Seeheim-Jugenheim, Lautertal, Heppenheim und Lorsch.
| Kennzahlen Stromversorgung         | 2023           |
| ---------------------------------- | -------------- |
| Einsatz                            | 491,4 Mio. kWh |
| Jahreshöchstlast                   | 88,94 MW       |
| 1-kV-Netz (Kabel inkl. Anschlüsse) | 1.692,39 km    |
| 1-kV-Netz (Freileitung)            | 1,88 km        |
| 20-kV-Netz (Kabel)                 | 448,46 km      |
| 20-kV-Netz (Freileitung)           | 1,47 km        |
| Zähler                             | 80.670         |
| Einwohner Netzgebiet               | 135.435        |

### Gasversorgung
Als Netzbetreiber im Gewerk Gas verantwortet die GGEW die Gemeinden Bickenbach, Alsbach-Hähnlein, Zwingenberg, Bensheim, Bürstadt, Seeheim-Jugenheim, Lautertal, Heppenheim, Lorsch und Lampertheim.
| Kennzahlen Gasversorgung | 2023           |
| ------------------------ | -------------- |
| Einsatz                  | 800,2 Mio. kWh |
| Höchster Tagesbezug      | 7.560,46 MWh   |
| Hochdruck-Netz           | 114,63 km      |
| Mitteldruck-Netz         | 32,23 km       |
| Niedrigdruck-Netz        | 868,46 km      |
| Zähler                   | 29.415         |
| Einwohner Netzgebiet     | 180.604        |

### Wasserversorgung und Betriebsführung
Die GGEW betreibt die Wassernetze in Bickenbach, Alsbach-Hähnlein und Bensheim. Zudem wurde die GGEW mit der Betriebsführung des Wassernetzes in Zwingenberg betraut.
| Kennzahlen Wasserversorgung        | 2023            |
| ---------------------------------- | --------------- |
| Einsatz                            | 4.269,8 Tsd. m³ |
| Trinkwassernetz (inkl. Anschlüsse) | 498,9 km        |
| Brunnen                            | 2               |
| Tief-/Hochbehälter                 | 16              |
| Pumpstationen                      | 7               |
| Zähler                             | 18.538          |
| Einwohner Netzgebiet               | 60.085          |

## Fusion mit ENERGIERIED GmbH & Co. KG
Im Jahr 2023 erfolgte die Fusion mit dem Energieversorgungsunternehmen Energieried GmbH & Co. KG aus Lampertheim. Der Geschäftsbereich Wasser der ehemaligen Energieried wurde aus der Fusion ausgenommen und in die neu gegründete Gesellschaft Wasserried GmbH & Co. KG ausgelagert. Bis zum Zeitpunkt der Fusion hielt die GGEW AG einen Anteil von 34,5 Prozent an der Energieried. Die übrigen Anteile lagen bei der Stadt Lampertheim (40,4 Prozent) sowie bei der Stadt Bürstadt (25,1 Prozent).

## Erneuerbare Energien
Die GGEW besitzt und betreibt 45 Windenergieanlagen und 40 Photovoltaik-Freiflächenanlagen bundesweit mit einer Gesamtleistung von 120,98 MW und einem Jahresertrag von 262.243.996 kWh im Jahr 2023.

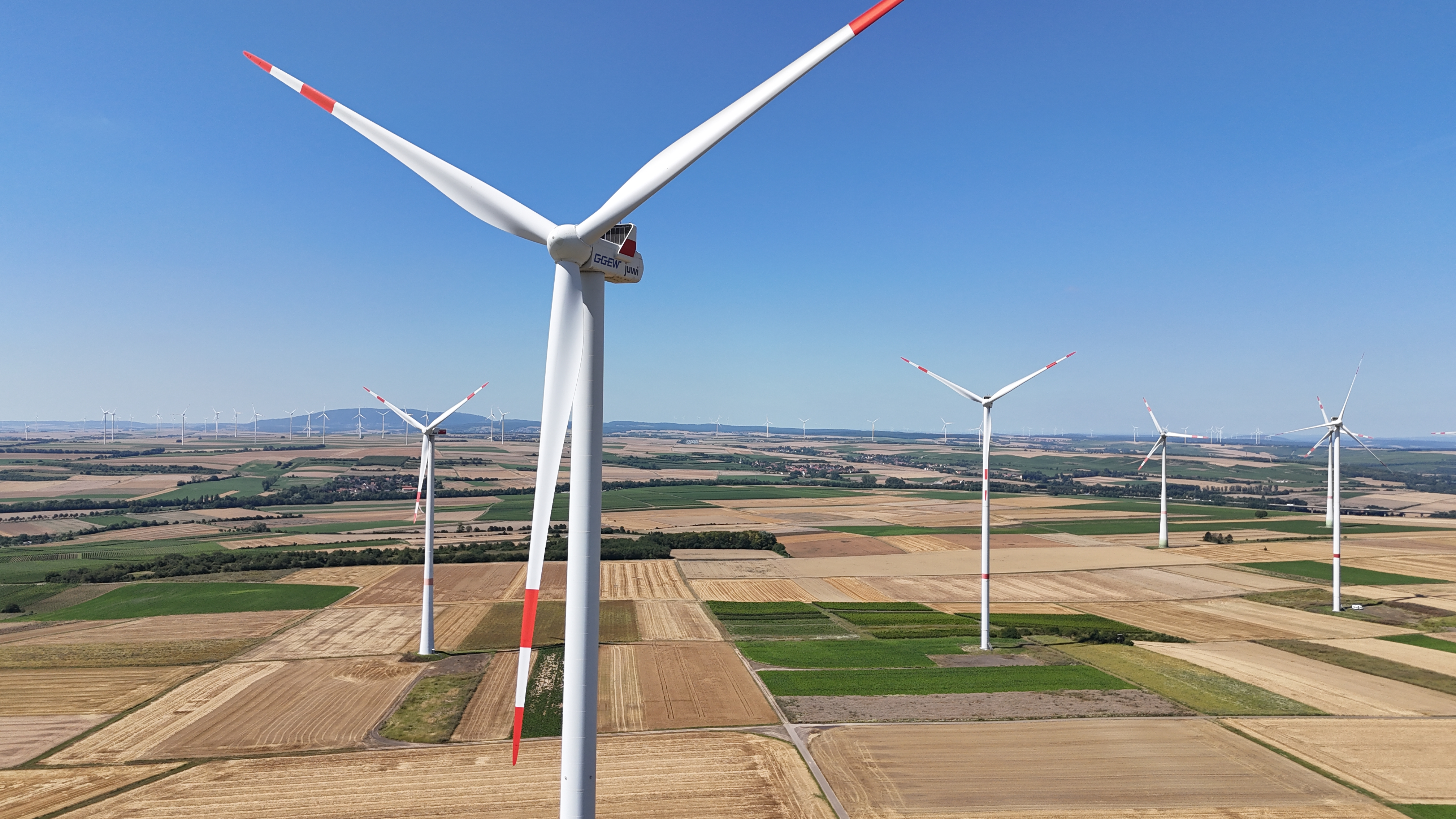
Windparks Eppelsheim 1 und Eppelsheim 2 im Vordergrund.

### Windkraftanlagen
Windparks der GGEW AG befinden sich in Coppenbrügge, Molau, Kalenborn, Roßdorf, Brünnstadt, Eppelsheim und Linden. Weitere Anlagen der WINDPOOL GmbH & Co. KG befinden sich in Wittgeeste, Wilhelminenthal, Zehdenick, Listerfehrda, Gahlen, Lausitz, Flechtdorf, Charlottenhof, Neuss, Titz, Auf den Langen, Schwarzerden und Heidenburg.

### Photovoltaik-Freiflächenanlagen
Bereits seit dem Jahr 1999 ist es das ausgeschriebene Ziel der GGEW AG, den Ausbau der erneuerbaren Energien voranzutreiben. Seither wurden bis zum Jahr 2023 40 Photovoltaik-Freiflächenanlagen errichtet. In Südhessen finden sich Anlagen in Alsbach-Hähnlein, Heppenheim und Erbach-Lauerbach. Weitere Anlagen in Lampertheim und Laudenbach sind derzeit im Bau.

#### Innovationspark in Wald-Michelbach

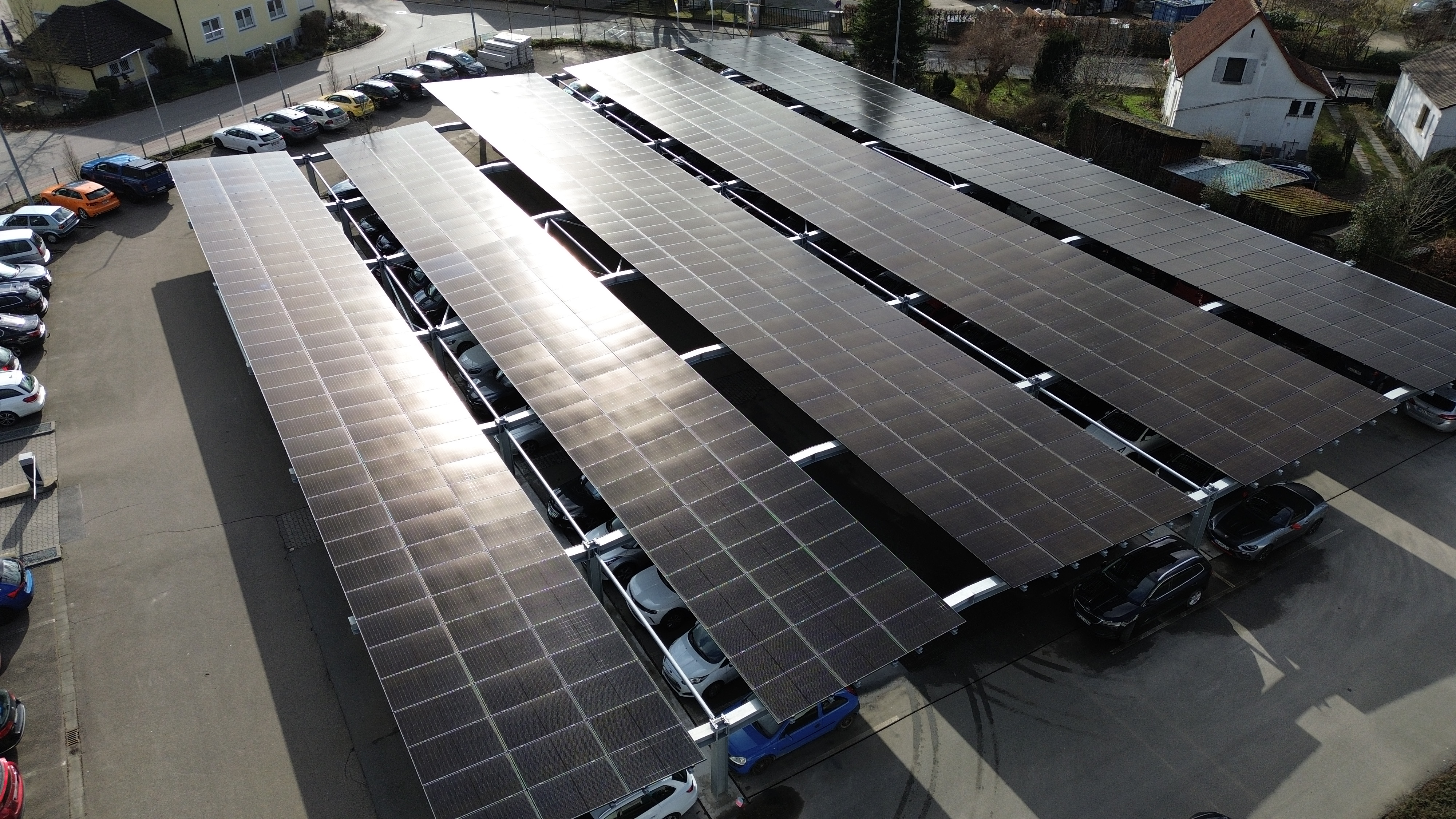
PV-Module überdachen den Mitarbeiterparkplatz der GGEW.

In Zusammenarbeit mit dem Projektentwicklungsunternehmen ABO Energy wurde in Wald-Michelbach der sogenannte Innovationspark errichtet und 2024 vollständig von der GGEW AG übernommen. Der Innovationspark besteht aus einer Photovoltaik-Freiflächenanlage mit einer Leistung von 4,86 MW. Die etwa 8.200 verbauten Photovoltaik-Module sollen einen jährlichen prognostizierten Ertrag von rund 5,1 Mio. Kilowattstunden Strom erzeugen. Als Ergänzung der Erzeugungsanlage stehen zwei Lithium-Ionen-Speicher bereit mit einer Kapazität von 5,8 MWh und einer Leistung von 1,6 MW. Der Stromspeicher ist demnach der größte im Kreis Bergstraße.

#### Mitarbeiterparkplatz
Im Jahr 2024 stellte die GGEW den mit Photovoltaik-Modulen überdachten Mitarbeiterparkplatz vor. Die 792 einzelnen auf einer Stahlkonstruktion platzierten Photovoltaik-Module erzeugen eine Leistung von 293 Kilowattpeak. Der erzeugte Strom versorgt 16 Ladesäulen für E-Autos und das benachbarte Basinus-Bad.

## Bäderbetrieb
Seit dem Jahr 2005 betreibt die GGEW das benachbarte Basinus-Bad mit einem 400 m² großen Sportbecken und einem Mehrzweckbecken (110 m²) im Innenbereich. Mit der Installation einer Wärmerückgewinnungsanlage im Hallenbad soll der Energieverbrauch langfristig reduziert werden, Auch der Bensheimer Badesee ist im Besitz der GGEW und wird von dieser betrieben. Er misst 7 Hektar in der Fläche und weist eine Tiefe von 17 Metern am tiefsten Punkt auf. Zusätzlich hat die GGEW die Betriebsführung des Waldschwimmbads Lorsch und des Waldschwimmbads in Bürstadt.